# Marderloch
Das Marderloch, auch Moderloch oder Muderloch genannt, ist eine natürlich entstandene Karsthöhle in der mittelfränkischen Gemeinde Vorra im Landkreis Nürnberger Land, Bayern. Im Höhlenkataster Fränkische Alb (HFA) ist die Höhle als A 11 registriert. Seine sieben, heute nur noch teilweise mit Wasser gefüllten Sinterbecken dienten den Anwohnern früher als natürliche Brunnen.

## Geographische Lage
Die Höhle befindet sich etwa tausend Meter nordnordwestlich des Schlosses Artelshofen am Südwesthang des 506 m ü. NN hohen Wallsteines. Sie liegt nur wenige Höhenmeter unterhalb des Gipfelpunktes des Berges auf rund 495 m ü. NN. Erreichbar ist sie von Artelshofen aus über die Straße Am Haar, die nach dem Ortsende in einen Feldweg übergeht und auf den Wallstein führt. Sie endet am bewaldeten Gipfelbereich, an der gleichnamigen Waldflur Am Haar. Der Eingang der Höhle liegt nur wenige Meter nach dem Waldrand in einer felsigen Geländestufe.
Etwa 740 Meter nordöstlich des Marderlochs befindet sich eine weitere kleine Höhle, das Wildnerloch oder Enzendorfer Loch (A128).

## Beschreibung
Die Höhle ist ein horizontales Spaltengangsystem mit zwei Hauptgängen und Raumerweiterungen und etwa 90 Meter lang. Der zerklüftete und nach Westen gerichtete Eingang liegt in einer kleinen halboffenen Vorhalle, seine Größe beträgt etwa vier mal zwei Meter. Im Anschluss an den Eingang befindet sich der schmale und etwa 34 Meter lange Bärengang, der schöne Deckenkolke aufweist. Am Ende des Bärenganges gelangt man in eine Verbruchzone mit einigen Verzweigungen. An eine Bückstelle mit Sinterbecken schließt sich der 20 Meter lange Minnagang an. Dieser Teil ist stark versintert und der schönste Teil der Höhle.
Erwähnenswerte Tropfsteine gibt es nicht in der Höhle, jedoch reichen Wand- und Bodensinter. Neben einem Tropfwasserbecken befindet sich im Minnagang eine sogenannte Manganlinse.
Das vom Bayerischen Landesamt für Denkmalpflege als „Höhlenstation der Hallstattzeit und des Mittelalters“ und „Gräber vorgeschichtlicher Zeitstellung“ erfasste Bodendenkmal trägt die Denkmalnummer D-5-6434-0148.

## Geschichte
Der älteste schriftliche Hinweis der Höhle stammt von 1850 aus dem von Hans Haas verfassten Bericht Geschichte der Stadt Velden.
Bei Grabungen im Jahr 1906 durch Georg Brunner, Richard Erl und August Mayr-Lenoir wurden „bestattete Knochen“ über und unter der Sinterdecke am Boden gefunden, daneben auch „eine Hand mit patinierten Querstreifen wie Fingerringe, Rippen mit patinierten Längsstreifen“. Im August 1919 grub Ignaz Bing im Marderloch, er fand „interessante Scherben zum Teil mit Ornament“ sowie eine Pfeilspitze aus Kalkstein, die in die Sammlung der Naturhistorischen Gesellschaft Nürnberg gelangte, heute aber verschollen ist. Im Jahr 1927 wurden von Georg Brunner menschliche Skelettreste, darunter eine Hand mit vier Bronzeringen und Keramikscherben aus der Hallstattzeit und dem Mittelalter als Lesefunde entdeckt. Im Dezember 1973 wurde bei einer Begehung durch W. Auer ein menschliches Schädelfragment, weitere menschliche und tierische Knochen sowie Keramik gefunden.
Aus der Höhle sind Funde von eiszeitlichen Tierknochen von Höhlenbären und Kleinsäugern bekannt, daneben auch eine vermutlich späthallstattzeitliche Paukenfibel sowie die Nadel einer weiteren Fibel oder Brosche.
Nach Überlieferungen diente die Höhle während des Dreißigjährigen Krieges im Jahre 1626 als Unterschlupf der Bewohner von Ober-Artelshofen, auch am 14. August 1796 suchte die Bevölkerung dort Schutz vor den Franzosen.
In Trockenperioden wurden die Wasserbecken in der Höhle für die Trinkwasserversorgung genutzt.
Der Name der Höhle bezieht sich wohl auf die Tierart Marder, die bei der Höhle gesichtet wurden.

## Zugang
Das Marderloch ist ganzjährig frei zugänglich und nahezu gefahrlos zu betreten, sollte aber zwischen 30. September und 1. April zum Schutz der Fledermäuse nicht betreten werden.

## Bilder

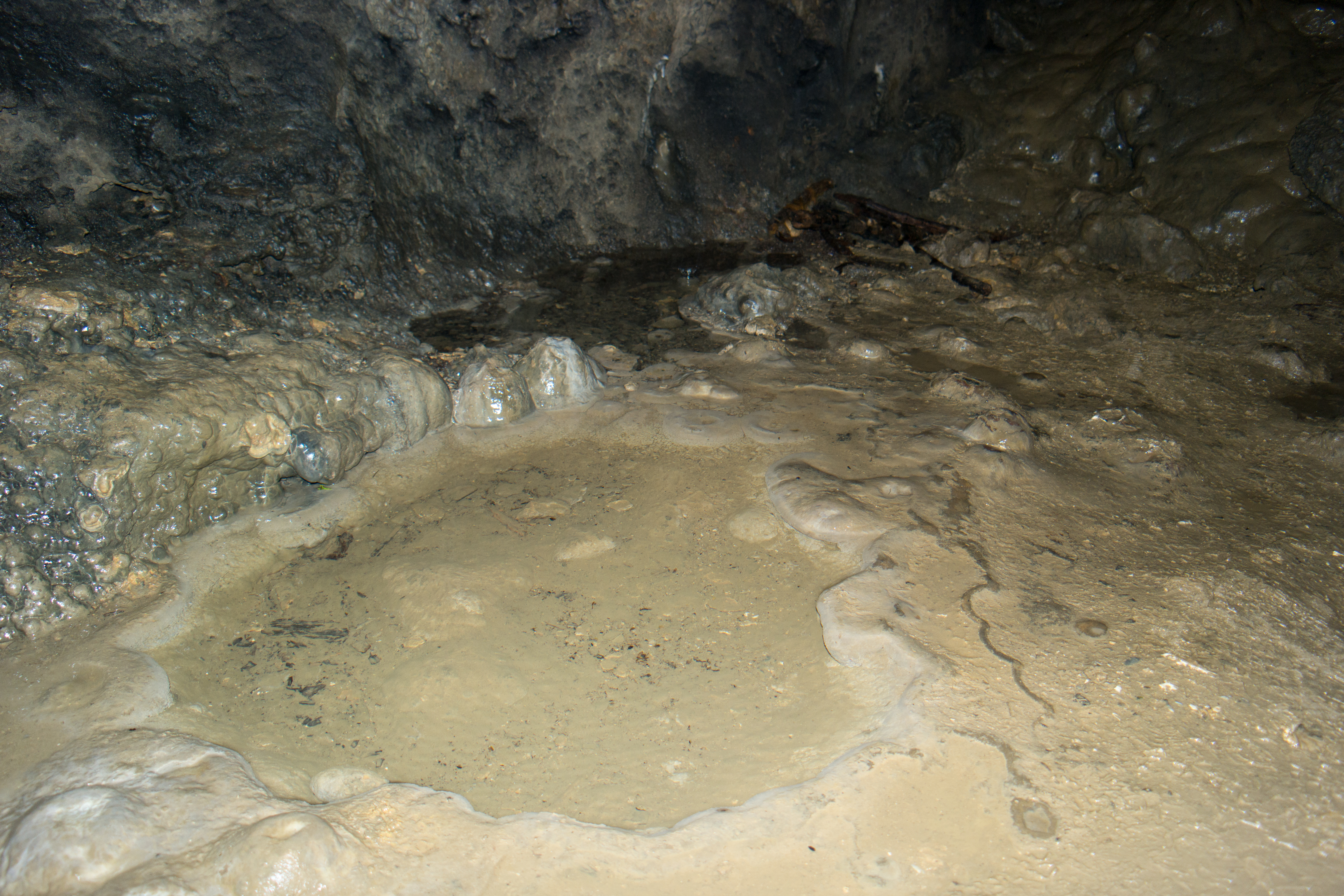
Sinterbecken im hinteren Bereich der Höhle
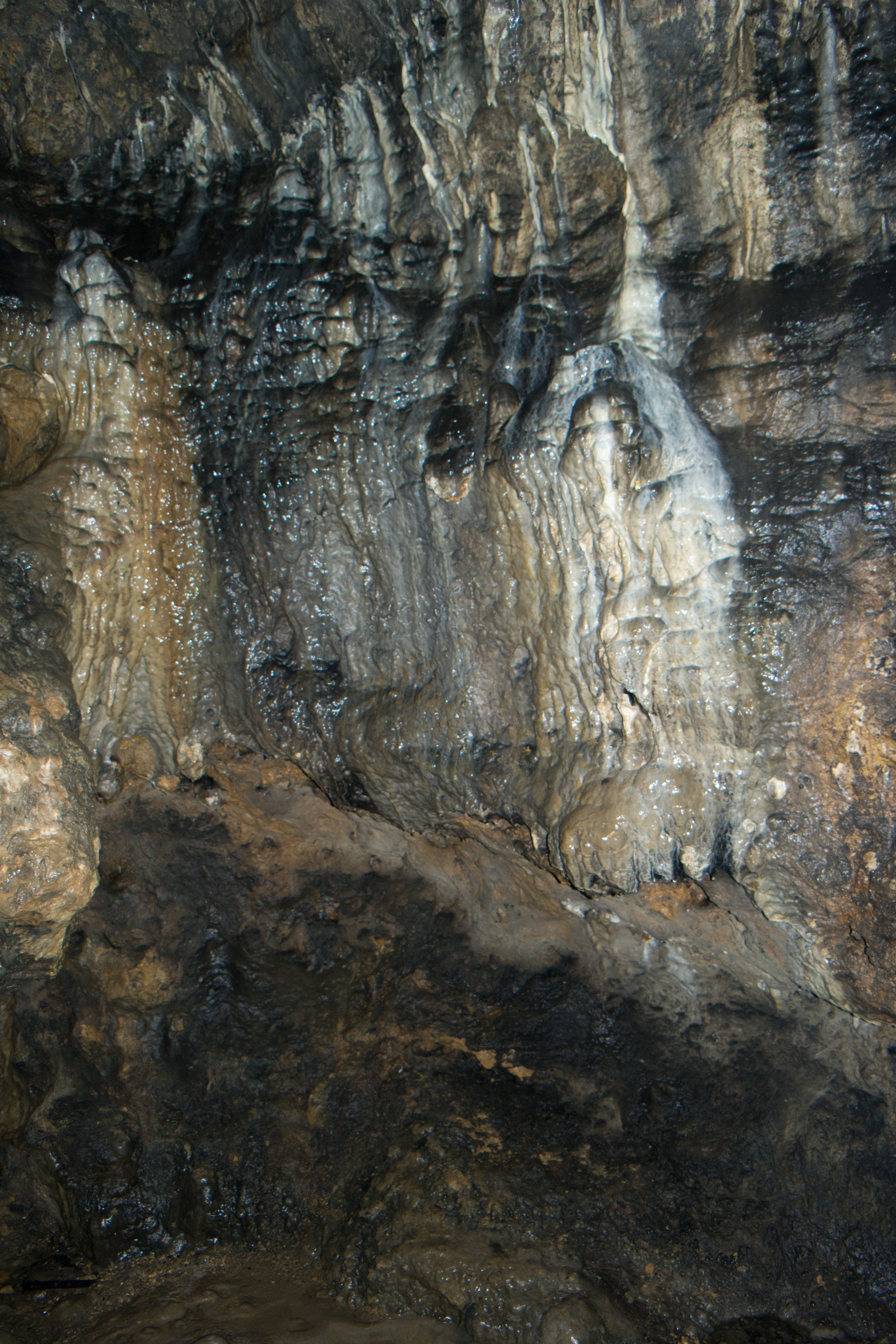
Wandsinter
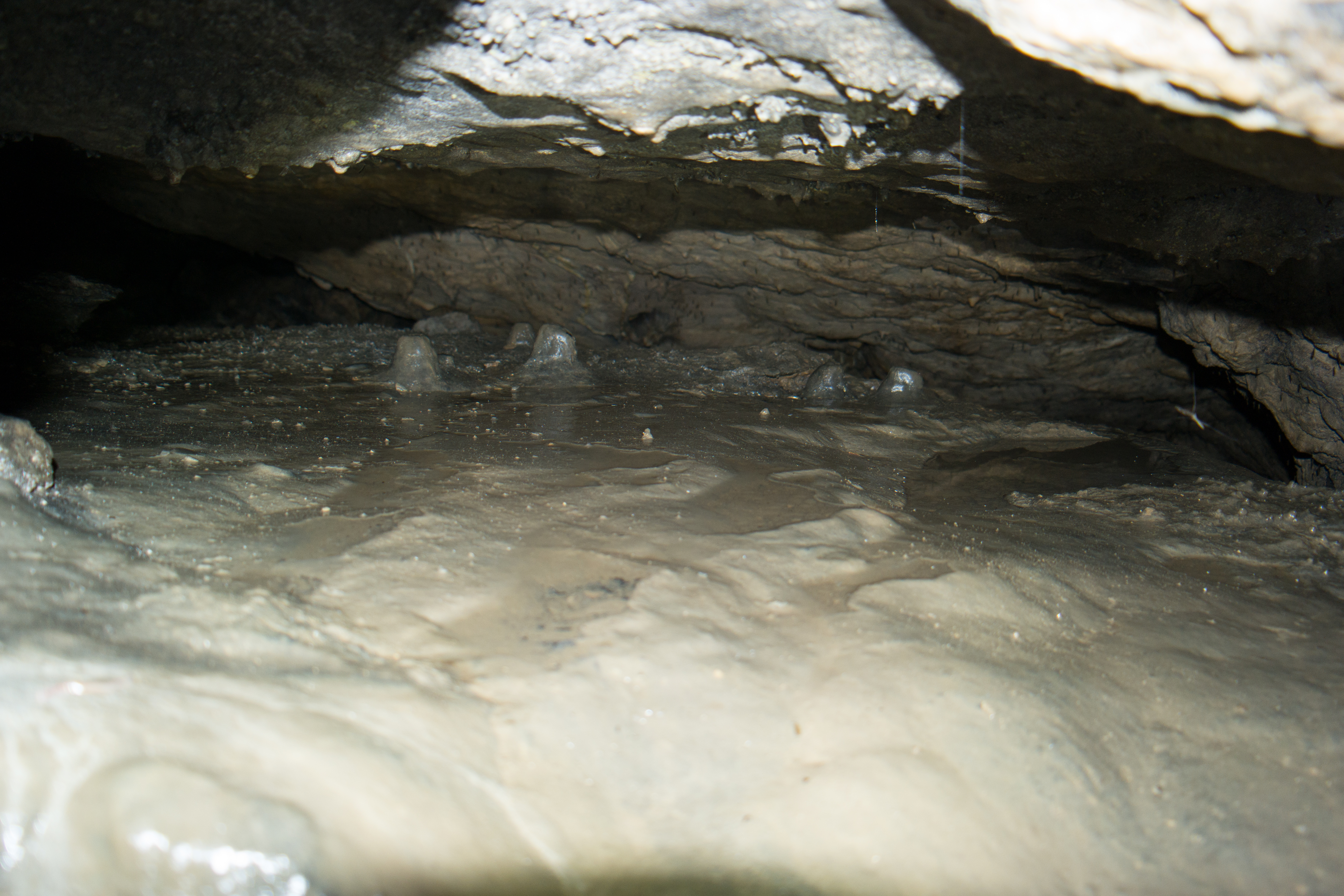
Sinterfläche mit kleinen Tropfsteinen
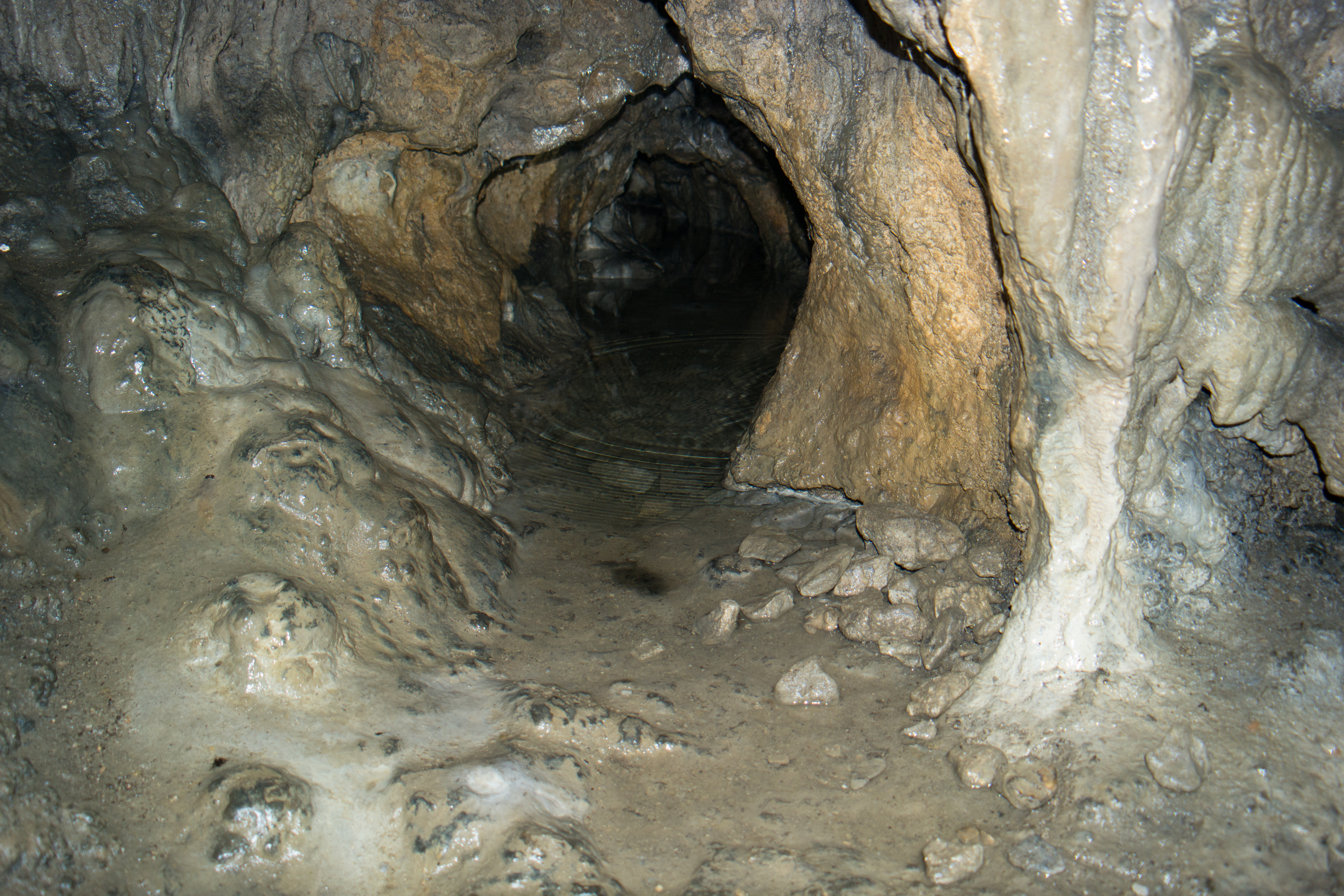
Sinterbecken im vorderen Bereich der Höhle
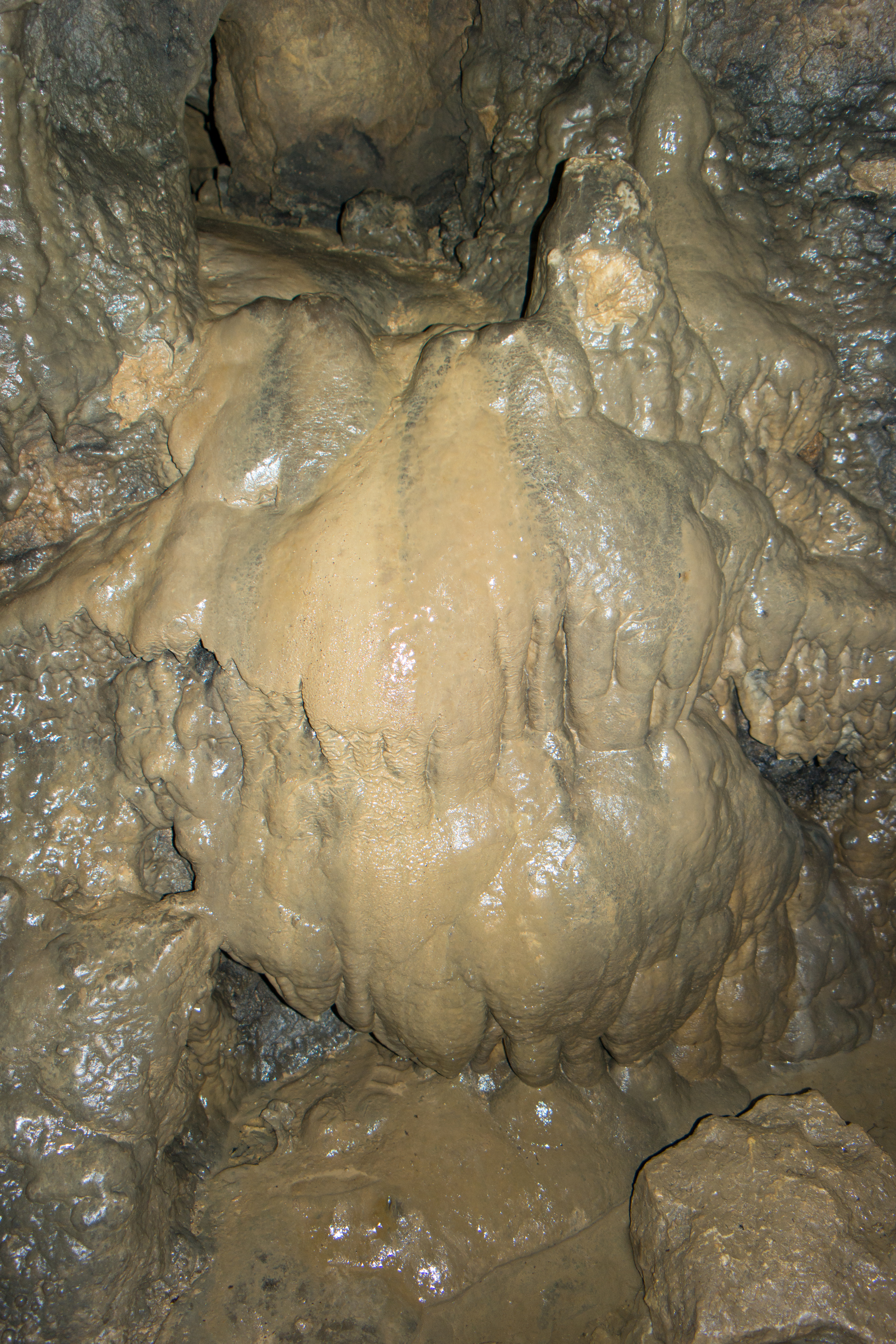
Wandsinter